# Биртија (филм)
„Биртија“ је југословенски филм из 1929. године. Режисер и сценариста филма је Јоза Ивакић.

## Улоге
| Глумац                 | Улога |
| ---------------------- | ----- |
| Крунослава Ебрић-Фрлић |       |
| Мато Грковић           |       |
| Злата Лановић          |       |
| Бранко Марјановић      |       |
| Зора Марковић          |       |